# Municipio de Kentner
El municipio de Kentner (en inglés: Kentner Township) es un municipio ubicado en el condado de Dickey en el estado estadounidense de Dakota del Norte. En el año 2010 tenía una población de 183 habitantes y una densidad poblacional de 1,96 personas por km².

## Geografía
El municipio de Kentner se encuentra ubicado en las coordenadas 46°4′14″N 98°25′54″O / 46.07056, -98.43167. Según la Oficina del Censo de los Estados Unidos, el municipio tiene una superficie total de 93.56 km², de la cual 93,53 km² corresponden a tierra firme y (0,02 %) 0,02 km² es agua.

## Demografía
Según el censo de 2010, había 183 personas residiendo en el municipio de Kentner. La densidad de población era de 1,96 hab./km². De los 183 habitantes, el municipio de Kentner estaba compuesto por el 100 % blancos. Del total de la población el 0 % eran hispanos o latinos de cualquier raza.